# Ericeia deficiens
Ericeia deficiens är en fjärilsart som beskrevs av Walker 1858. Ericeia deficiens ingår i släktet Ericeia och familjen nattflyn. Inga underarter finns listade i Catalogue of Life.